# Памятник Михаилу Булгакову (Киев)
Па́мятник Михаи́лу Булга́кову — первый в мире памятник писателю и драматургу М. А. Булгакову (скульптор Николай Рапай, архитектор Вячеслав Дормидонтов); был открыт в городе Киеве на Андреевском спуске 19 октября 2007 года.

## Описание памятника
Памятник, выполненный из бронзы, представляет собой фигуру писателя (в натуральную величину), сидящего на скамейке. Находится у Литературно-мемориального музея Михаила Булгакова (т. н. Дом Турбиных) по Андреевскому спуску, 13. В этом здании будущий автор «Мастера и Маргариты», «Собачьего сердца», «Белой гвардии», «Ивана Васильевича» и других широко известных произведений жил, когда учился в гимназии и университете.

## Создание
Идея создать памятник на Андреевском спуске появилась у сотрудников Музея Булгакова уже давно. Монумент создавался в течение пяти лет, при этом скульптор ни словом не обмолвился о том, каким будет окончательный вариант, практически до самого открытия. Церемония открытия не была приурочена к какой-либо памятной дате из жизни писателя.